# Brzezinka (powiat namysłowski)
Brzezinka (w latach 1923-1945 Schindlersfelde, wcześniej Brzezinke) – wieś w Polsce położona w województwie opolskim, w powiecie namysłowskim, w gminie Namysłów.
W 1940 r. wieś posiadała 125 mieszkańców, a jej sołtysem był Robert Hoffmann.
W latach 1975–1998 miejscowość administracyjnie należała do ówczesnego województwa opolskiego.

## Zabytki
Do wojewódzkiego rejestru zabytków wpisane są:
- dwór, z 1818 r.
- spichlerz, z 1829 r.